# Gralatisee
Gralatisee är en sjö i Österrike.   Den ligger i förbundslandet Salzburg, i den centrala delen av landet, 220 km sydväst om huvudstaden Wien. Gralatisee ligger 1 761 meter över havet.
Trakten runt Gralatisee består i huvudsak av gräsmarker. Runt Gralatisee är det ganska glesbefolkat, med 21 invånare per kvadratkilometer.